# الجبانة (السدة)

تعديل مصدري - تعديل

الجبانة محلة تابعة لقرية ذي صلل، التابعة لعزلة وادي حجاج بمديرية السدة إحدى مديريات محافظة إب في الجمهورية اليمنية.، بلغ تعداد سكانها 141 حسب تعداد اليمن لعام 2004.